# Piotr Kaszubowski
Piotr Marcin Kaszubowski (ur. 16 lipca 1969 w Warszawie) – polski historyk, etnograf, regionalista, animator kultury, publicysta, poeta.

## Życiorys
Absolwent Liceum Ogólnokształcącego im. Komisji Edukacji Narodowej w Przasnyszu (matura 1988) oraz Wydziału Historycznego Uniwersytetu Warszawskiego (Katedra Etnologii i Antropologii Kulturowej). Dyplom magistra etnologii uzyskał w 1997 r. na podstawie pracy Krzyże, kapliczki i figury przydrożne z okolic Przasnysza – ich fundacje i funkcjonowanie, napisanej pod kierunkiem prof. dr. hab. Mariana Pokropka. 4 lipca 2019 r. na Wydziale Historycznym Akademii Humanistycznej im. Aleksandra Gieysztora w Pułtusku obronił pracę doktorską nt. Dekanat przasnyski w latach 1914–1945 (promotor: prof. dr hab. Janusz Szczepański). W latach 2000–2010 był kierownikiem Muzeum Historycznego w Przasnyszu, obecnie pracuje w Muzeum Szlachty Mazowieckiej w Ciechanowie.
W latach 2011–2021 prezes Towarzystwa Przyjaciół Ziemi Przasnyskiej, obecnie wiceprezes (2006–2011 członek zarządu TPZP), prezes Oddziału Północno-mazowieckiego Polskiego Towarzystwa Ludoznawczego (2017-2019 i od 2021; w latach 2011-2017 oraz 2019-2021 wiceprezes)), sekretarz Związku Literatów na Mazowszu (2014-2018 i od 2021; w latach 2018-2021 członek zarządu ZLM). Członek Rady Programowej Lokalnej Organizacji Turystycznej Północnego Mazowsza (od 2008 r.), członek zarządu Oddziału Ciechanowskiego Polskiego Towarzystwa Historycznego (2009), członek założyciel Związku Literatów na Mazowszu (2009) oraz Mazowiecko-Podlaskiego Towarzystwa Naukowego (2009). Sekretarz Klubu „Gazety Polskiej” w Przasnyszu, były sekretarz kapituły Medalu Stanisława Ostoja-Kotkowskiego (2005–2011). Od 2019 członek Rady Dziedzictwa Regionalnego w Przasnyszu i Klubu Literackiego „Jantar”.
Współorganizator życia literackiego w rejonie Przasnysza, sesji popularnonaukowych, wystaw historycznych, Galerii Św. Stanisława Kostki w Rostkowie (2000). Autor kilkuset artykułów naukowych i popularnonaukowych w prasie lokalnej, regionalnej i ogólnopolskiej, periodykach naukowych i literackich oraz pracach zbiorowych. W latach 1995–1996 redaktor naczelny miesięcznika samorządowego Ziemia Przasnyska. Inicjator oraz przewodniczący Rady Redakcyjnej Rocznika Przasnyskiego, od 2024 r. redaktor naczelny "Ciechanowskich Zeszytów Literackich". Współpracuje z redakcjami kwartalnika Wyklęci oraz Ciechanowskiego Pisma Historycznego „Reduta”. Uczestniczył w pracach Teatru Trzech Pokoleń i Teatru nad Węgierką przy TPZP. Syn Zdzisława i Anny z Brzostowskich, brat Michała i Tomasza, prawnuk Wincentego Brzostowskiego.

## Odznaczenia, nagrody i wyróżnienia
- Tytuł "Strażnika Kultury" Galerii "Stodoła" przy Fotoklubie RP (2010)[14]
- Medal Powiatu Przasnyskiego (2014)[15]
- Medal Pamiątkowy wybity w 150. rocznicę urodzin Romana Dmowskiego (2015)[16]
- Srebrny Medal "Za zasługi dla rozwoju twórczości fotograficznej" (2020)[17]
- Odznaka honorowa "Zasłużony dla Kultury Polskiej" (2020)[18][19]
- Statuetka św. Stanisława Kostki i tytuł "Przyjaciela Przasnyskiej Fary" (2021)[20][21]
- Honorowe Członkostwo Koła Miłośników Sztuki "Taras" w Przasnyszu (2022)[22]
- Medal Pamiątkowy "Pro Masovia" (2023)[23][24]
- Statuetka "Złote Pióro" Związku Literatów na Mazowszu za Książkę Roku 2023 (Biografie z przasnyskiego ogólniaka)[25][26]

## Ważniejsze publikacje

### Publikacje zwarte
- Pisane nocą (wiersze), Przasnysz 2005, ISBN 83-921131-6-0.
- Historia Zgromadzenia Sióstr Miłosierdzia Św. Wincentego á Paulo w Przasnyszu (1907–2007), Przasnysz 2007;
- Potężny w duchu i potężny w ciele. Opowieść o Stanisławie Chełchowskim, Przasnysz 2007, ISBN 978-83-923536-0-7.
- Przasnyskie portrety. Część druga (z A. Borkowskim), Ciechanów-Przasnysz 2008, ISBN 978-83-894084-3-3.
- Edmund Majkowski. Rzeźba (katalog wystawy), Przasnysz 2008, ISBN 978-83-919248-6-0.
- Przasnyskie portrety. Część trzecia (z A. Borkowskim), Ciechanów-Przasnysz 2009, ISBN 978-83-89408-49-5.
- MKS Przasnysz 1923-2010. W pół drogi do... III ligi, Przasnysz 2010 (oprac. z T. Ładą i M. Jaśkiewiczem).
- Z przaśnych opłotków, Przasnysz 2010, ISBN 978-83-91-9248-8-2 (oprac.; red. z A. Gajdzińską).
- Przasnyskie portrety. Część czwarta (z A. Borkowskim), Przasnysz – Ciechanów 2011, ISBN 978-83-62450-24-4.
- Katalog miejsc pamięci narodowej ziemi przasnyskiej (z M. Maciaszczykiem i M. Mockiem; red.), Przasnysz 2014, ISBN 978-83-940757-1-2.
- Biografie z przasnyskiego ogólniaka. Słownik biograficzny Gimnazjum i Liceum w Przasnyszu, Przasnysz 2023, ISBN 978-83-967398-0-3.
- Historia parafii pw. św. Andrzeja Boboli w Skierkowiźnie, Skierkowizna 2024, ISBN 978-83-971757-0-9 (red. P. Kaszubowski, S. Wądołek).
- W kręgu sztuki naiwnej (informator wystawy), Ciechanów [2024], ISBN 978-83-61936-33-6.
- Zwyczaje wielkanocne na północnym Mazowszu, Ciechanów 2025, ISBN 978-83-61936-36-7.

### Almanachy literackie i zbiory poezji
- Na receptę. Almanach przasnyskich poetów, Przasnysz 2003, s. 43–48, ISBN 83-919248-0-7.
- Zbliżenia. Almanach poetycki mławsko-przasnyski, Przasnysz 2007, s. 23–26, ISBN 83-922105-2-2.
- Rozmowa pokoleń. Ciechanowski Almanach Poezji, Ciechanów 2007, s. 42–45, ISBN 978-83-925373-8-0.
- Płomyki pamięci, Ciechanów 2011, s. 36, ISBN 978-83-923781-8-1.
- W cieniu przechodzącego Piotra, Przasnysz 2011, s. 41, ISBN 83-919248-9-0.
- Umajona Mława. Almanach poetycki, Mława 2012, s. 101–102, ISBN 13978-83-62500-12-3.
- Myśląc Ojczyzna. VI Mazowiecki Konkurs Literacki, Przasnysz 2012, s. 28, ISBN 83-9192448-4-X.
- Barbara Sitek-Wyrembek, Samotność przychodzi nocą, Ciechanów 2015, s. 175, ISBN 978-83-940757-5-0.
- Dorota Klimek, Mława uwodzi. Wybór legend i wierszy, Mława 2016, s. 53, ISBN 978-83-943095-0-3.
- Druga dekada. Literacka Ziemia Ciechanowska, Ciechanów 2017, s. 90–93, ISBN 978-83-62450-65-7.
- Cienie małych ojczyzn. Poezja i proza Grupy Historyczno-Literackiej "Styl", Przasnysz 2017, s. 17-24, ISBN 978-83-937051-1-5.
- Jam po dawnemu moc twoja i siła. XI Mazowiecki Konkurs Literacki, Przasnysz 2017, s. 51, ISBN 978-83-948904-0-7.
- To przemijanie ma sens. XIII Mazowiecki Konkurs Literacki, Przasnysz 2019, s. 102, ISBN 978-83-948904-9-0.
- Kocham Cię, życie. XIV Mazowiecki Konkurs Literacki, Przasnysz 2020, s. 98, ISBN 978-83-959176-0-8.
- Odpowiednie dać rzeczy słowo. XV Mazowiecki Konkurs Literacki, Przasnysz 2021, s. 87, ISBN 978-83-959176-4-6.
- Spacer po Ciechanowie, tom II. Album poetycko-plastyczny, Ciechanów 2021, s. 44-45, ISBN 978-83-950125-3-2.
- V Konkurs Jednego Wiersza im. Kamili Stabach, Mława 2022, s. 14, ISBN 978-8-3-62500-27-1.
- W każdym momencie świat się staje. IX Działdowski Almanach Poezji, Działdowo 2023, s. 215-217, ISBN 978-83-965410-7-9.
- Mów do mnie jeszcze. Międzynarodowy Konkurs Literacki, Przasnysz 2024, s. 121, ISBN 978-83-971352-1-5.

### Prace pod redakcją
- Rocznik Przasnyski, tom I, Przasnysz 2014, ISBN 978-83-940757-2-9.
- Rocznik Przasnyski, tom II, Przasnysz 2015, ISBN 978-83-940757-6-7.
- Rocznik Przasnyski, tom III, Przasnysz 2016, ISBN 978-83-940757-8-1.
- Rocznik Przasnyski, tom IV, Przasnysz 2017, ISBN 978-83-940757-9-8.
- Rocznik Przasnyski, tom V, Przasnysz 2018, ISBN 978-83-948904-4-5.
- Irena Kotowicz-Borowy (1952-2017). In memoriam. Mazowieckie Zeszyty Naukowe nr 4, Ciechanów 2018, ISBN 978-83-64465-32-1.
- Rocznik Przasnyski, tom VI, Przasnysz 2019, ISBN 978-83-948904-7-6.
- Rocznik Przasnyski, tom VII, Przasnysz 2020, ISBN 978-83-959176-1-5.
- Rocznik Przasnyski, tom VIII, Przasnysz 2021, ISBN 978-83-959176-6-0.
- Rocznik Przasnyski, tom IX, Przasnysz 2022, ISBN 978-83-959176-8-4.
- Rocznik Przasnyski, tom X, Przasnysz 2023, ISBN 978-83-967398-4-1.
- Witold Marian Gombrowicz w 120. rocznicę urodzin. Ciechanowskie Zeszyty Literackie nr 26, Ciechanów 2024, ISBN 978-83-62450-54-1.

### Artykuły (wybór)
- Śladami patrona, [w:] Aleksander Drwęcki, Dzieje Ochotniczych Straży Pożarnych w powiecie przasnyskim 1881-2001, Przasnysz 2002, s. 147–154, ISBN 83-913873-1-3.
- Z dziejów harcerstwa w powiecie przasnyskim w latach 1917–1950, [w:] 85 lat na szlaku wielkiej przygody. Historia ZHP na ziemi przasnyskiej, pod red. Tadeusza Siółkowskiego, Przasnysz 2002, s. 19–36, ISBN 83-913873-4-8.
- Muzeum Historyczne w Przasnyszu, [w:] Muzealnictwo regionalne u progu XX wieku, Materiały z VI Ogólnopolskiego Sympozjum Muzealnictwa Regionalnego, Ostrołęka-Myszyniec 27–28 sierpnia 2005 roku, Ostrołęka 2005, s. 61–64, ISBN 83-912454-9-7.
- Portret przasnyszan (recenzja), [w:] Chrześcijański Horacy z Mazowsza, „Ciechanowskie Zeszyty Literackie”, nr 7, Ciechanów 2005, s. 133–135, ISBN 83-89408-13-9.
- Powrót do Mchowa Alfreda Borkowskiego (recenzja), [w:] Tropami Henryka Sienkiewicza, „Ciechanowskie Zeszyty Literackie”. nr 8, Ciechanów 2006, s. 178–180, ISBN 978-83-89408-21-1.
- Przasnysz i Rostkowo w dobie milenijnej konfrontacji, [w:] „Ziemia Zawkrzeńska”, tom X, wydanie jubileuszowe, Mława 2006, s. 177–197, ISBN 83-907174-47.
- Działalność społeczno-oświatowa rodziny Chełchowskich z Chojnowa na przełomie XIX i XX w., [w:] Aktywność kulturalno-oświatowa mazowieckich ziemian w XIX i XX wieku, „Ciechanowskie Studia Muzealne”, Tom V, Ciechanów 2007, s. 231–238, ISBN 978-83-924854-1-4.
- Stanisław Chełchowski z Chojnowa – ziemianin, naukowiec, obywatel, [w:] Dziedzictwo kulturowe pograniczy. Drobna szlachta, „Roczniki Wydziału Nauk Humanistycznych Szkoły Głównej Gospodarstwa Wiejskiego. Dziedzictwo Kulturowe”, Warszawa 2007, s. 141–161, ISBN 978-83-7244-876-7.
- Stanisław Chełchowski – szkic do portretu, „Studia Mazowieckie”, rok III/IV, nr 2, Pułtusk-Ciechanów 2007, s. 103–118.
- Kazimierz Chełchowski – szkic do portretu, [w:] Żeromski na salonach, „Ciechanowskie Zeszyty Literackie”, nr 9, Ciechanów 2007, s. 72–78, ISBN 978-83-89408-28-0.
- Z dziejów Liceum Ogólnokształcącego w Przasnyszu w latach 1980–1984. Geneza diecezjalnych pielgrzymek do Rostkowa, [w:] „Ziemia Zawkrzeńska”, tom XI, Mława 2007, s. 143–155, ISBN 93-9072-47.
- Odwilż październikowa i narastanie konfliktu, [w:] „Ziemia Zawkrzeńska”, tom XII, Mława 2008, s. 111–122, ISBN 83-9073-48.
- Kazimierz Chełchowski – lekarz i społecznik, „Studia Mazowieckie”, rok IV/X, nr 3, Pułtusk-Ciechanów 2008, s. 163–167.
- Tradycje życia zakonnego w Przasnyszu, [w:] Zakony rzymskokatolickie na Mazowszu (z uwzględnieniem Kurpiowszczyzny). Materiały z sesji naukowej „Zakony męskie na Północnym Mazowszu do 1864 r.”, Ostrołęka 2008, s. 146–157, ISBN 978-83-86122-91-2.
- Przasnysz w roku utworzenia polskiej fundacji pasjonistów, „Słowo Krzyża”. Rocznik poświęcony teologii krzyża oraz duchowości i historii Pasjonistów, t. 2, Warszawa 2008, s. 34–40, ISSN 1897-7618.
- Biografie zaklęte w kamieniu, [w:] Znaj. Ogólnopolskie pismo Stowarzyszenia Autorów Polskich. Kwartalnik artystyczno-naukowy, nr 2/2009, s. 165–167.
- Towarzystwo Przyjaciół Ziemi Przasnyskiej, „Studia Mazowieckie”, rok IV/XI, nr 3, Pułtusk-Ciechanów 2009, s. 141–151.
- Rzeźba w drewnie z zachodniej Kurpiowszczyzny,[w:] Leluje i bursztyny, czyli sztuka kurpiowska. Wystawa czasowa 22 sierpnia – 10 października 2010 r., Szreniawa 2010, s. 13–20.
- Milenium Chrztu Polski w dekanacie przasnyskim, [w:] „Ziemia Zawkrzeńska”, tom XIV, Mława 2010, s. 153–166, ISBN 83-9073-50.
- Zwyczaje religijne w dawnym powiecie i dekanacie przasnyskim, [w:] „Ziemia Zawkrzeńska”, tom XV, Mława 2011, s. 9–25, ISBN 83-9073-51.
- Wprowadzenie, [w:] Jan Chmieliński, Życie religijno-obyczajowe oraz mowa, kultura i prace mieszkańców Krajewa Wielkiego na przełomie XIX i XX wieku, „Mazowieckie Zeszyty Naukowe” nr 1, Ciechanów 2012, s. 7–9 (z I. Kotowicz-Borowy).
- Działania edukacyjne w zakresie historii kultury drobnej szlachty na terenie powiatu przasnyskiego, [w:] „Znaczenie edukacyjne kultury drobnoszlacheckiej”, „Mazowieckie Zeszyty Naukowe” nr 2, Ciechanów 2012, s. 25–33.
- Tomasz Kolbe – poeta czynu, [w:] Powstanie styczniowe w literaturze, „Ciechanowskie Zeszyty Literackie” nr 15, Ciechanów 2013, s. 29–46.
- Tomasz Kolbe – powstańcze karty z życiorysu, [w:] Powstanie styczniowe na północnym Mazowszu. Tom studiów wydany z okazji 150. rocznicy wybuchu powstania styczniowego, red. Leszek Zygner, Ciechanów 2013, s. 151–161.
- Miejsca pamięci Września 1939 w powiecie przasnyskim, [w:] Dziedzictwo i pamięć Września 1939 na Mazowszu, red. nauk. Tadeusz Skoczek, Warszawa 2013, s. 141–148.
- Dla mnie ten wieczór mógł się nie kończyć (wspomnienie), [w:] Janusz Królik. Muzealnik i Regionalista, „Mazowieckie Zeszyty Naukowe” nr 3, red. I. Kotowicz-Borowy, Ciechanów 2014, s. 83–84.
- Stanisław Żórawski (1882-1940) z Obrębca w powiecie przasnyskim – portret ziemianina, [w:] Ziemianie Mazowsza. Działalność społeczno-gospodarcza mazowieckich ziemian w okresie od XVIII do XX wieku, red. Bogumiła Umińska, Ciechanów 2014, s. 205–210.
- Grudusk i okolice w latach I wojny światowej oraz w dwudziestoleciu międzywojennym, [w:] Ku Niepodległej. Tradycje patriotyczne gminy Grudusk od czasów powstania styczniowego, oprac. Katarzyna Rybczyńska, Leszek Pszczółkowski, Grudusk 2015, s. 40–44.
- Złoty Jubileusz TPZP, [w:] Rocznik Przasnyski, t. II, Przasnysz 2015, s. 107–120.
- Pani Ewa (wspomnienie), Tamże, s. 263–265 (Ewa Kwiatkowska).
- Ostatni prezes przasnyskich akowców (wspomnienie), Tamże, s. 267–269 (Tadeusz Rykowski).
- Regionalistka ze Stegny (wspomnienie), Tamże, s. 271–272 (Anna Urlich).
- Zygmunt Kryszkiewicz: pierwsze lata w Przasnyszu, [w:] Ziemia Zawkrzeńska, tom XIX, Mława 2015, s. 391–394, ISBN 978-83-939091-4-8.
- Ostatni bój „Kaźmierczuka”, Wyklęci, nr 2, kwiecień – czerwiec 2016, s. 173–179.
- Sanktuarium św. Stanisława Kostki w Rostkowie – tradycja i współczesność, w: Sacrum w kulturze tradycyjnej i współczesnej, „Archiwum Etnograficzne”, t. 60, Lublin-Wrocław 2016, s. 193–201.
- Święty Stanisław Kostka w zbiorach Muzeum Historycznego w Przasnyszu i w kolekcji Waldemara Krzyżewskiego, w: Zwykli niezwykli. Kult świętych w diecezji łomżyńskiej. Katalog wystawy, pod red. nauk. B. Kalinowskiej i K. Mróz, Ostrołęka 2016, s. 92–97.
- Stanisław Chełchowski – ziemianin, badacz, publicysta, „Ciechanowskie Zeszyty Literackie”, nr 18, Ciechanów 2016, s. 9–19.
- Kapliczki według Marii Weroniki (rec.), „Rocznik Przasnyski”, t. III, Przasnysz 2016, s. 243–245.
- Pani Krysia (wspomnienie), Tamże, s. 313–314 (Krystyna Grotkowska).
- Matematyk o duszy humanisty (wspomnienie), Tamże, s. 315–317 (Mieczysław Stusiński).
- Dekanat przasnyski w okresie staropolskim (wybrane zagadnienia), „Studia Mazowieckie”, rok XI/XXV, nr 4, Pułtusk-Ciechanów 2016, s. 13–29.
- W okresie PRL-u, [w:] Ciechanów. Szkice z historii miasta, pod red. A. K. Sobczaka, Ciechanów 2016, s. 225–238.
- Stanisław Chełchowski – ziemianin, naukowiec, narodowy demokrata, Archiwum Narodowej Demokracji 3, Warszawa 2017, s. 112–121.
- Towarzystwo Przyjaciół Ziemi Przasnyskiej i jego działalność w ostatnich latach,, [w:] Przeszłość i tożsamość Mazowsza w świetle badań naukowych i działalności społecznych, red. R. Lolo, K. Łukawski,  Pułtusk 2017, s. 273–280.
- Dr Irena Kotowicz-Borowy (1952-2017) (wspomnienie), „Rocznik Przasnyski”, t. IV, Przasnysz 2017, s. 287–289.
- Mariusz Łyszkowski (1965-2017) (wspomnienie), Tamże, s. 292–293.
- W służbie Ojczyźnie. Mariusz Bondarczuk (1948–2017), „Wyklęci”, nr 1(9), styczeń-marzec 2018, s. 243–246.
- Parafia rzymskokatolicka w Przasnyszu w okresie okupacji niemieckiej 1939-1945, „Studia Mazowieckie”, rok XIII/XXVII, nr 1, Pułtusk-Ciechanów 2018, s. 73–93.
- Kopiec Tadeusza Kościuszki w Bogatem, [w:] „Rocznik Przasnyski”, t. V, Przasnysz 2018, s. 113–118.
- Piewca Przasnysza (wspomnienie), Tamże, s. 207–211 (Mariusz Bondarczuk).
- Irena Kotowicz-Borowy (1952-2017), [w:] Irena Kotowicz-Borowy (1952-2017). In memoriam. Mazowieckie Zeszyty Naukowe nr 4, Ciechanów 2018, s. 9–11.
- Bibliografia prac Ireny Kotowicz-Borowy, Tamże, s. 17–22 (z Hanną Klimaszewską).
- Teodora Rouppertowa – szkic do portretu, Tamże, s. 119–126.
- Społeczeństwo powiatu przasnyskiego u progu Niepodległości, Ciechanowskie Pismo Historyczne „Reduta”, Rok 6, nr 20-23, styczeń-grudzień 2018, s. 3–5.
- Martyrologia duchowieństwa dekanatu przasnyskiego w latach II wojny światowej, [w:] „Rocznik Przasnyski”, t. VI, Przasnysz 2019, s. 95–114.
- Piewca Kurpiowszczyzny (wspomnienie), Tamże, s. 265–267 (Stanisław Pajka).
- Stanisław Kostka Anastazy Chełchowski, [w:] Etnografowie i ludoznawcy polscy. Sylwetki, szkice biograficzne. Tom V, pod red. K. Ceklarz, A. Spiss i J. Święcha, Kraków 2019, s. 19–21.
- Irena Kotowicz-Borowy, Tamże, s. 98–100 (z Elżbietą Miecznikowską).
- Z kroniki pięćdziesięciolecia (wspomnienia), [w:] To przemijanie ma sens. XIII Mazowiecki Konkurs Literacki, pod red. B. Parzuchowskiej, Przasnysz 2019, s. 103–105.
- Przasnyska pamięć o Wrześniu 1939, Ciechanowskie Pismo Historyczne „Reduta”, Rok 7, nr 24-26, styczeń-grudzień 2019, s. 10–12.
- Martyrologia duchowieństwa dekanatu przasnyskiego w latach II wojny światowej, [w:] „Rocznik Przasnyski”, t. 6, Przasnysz 2019, s. 95-114.
- Sprawozdanie z działalności Towarzystwa Przyjaciół Ziemi Przasnyskiej za rok 2018, [w:] „Rocznik Przasnyski”, t. 6, Przasnysz 2019, s. 135-142 (z Mariuszem Maciaszczykiem).
- Piewca Kurpiowszczyzny, [w:] „Rocznik Przasnyski”, t. 6, Przasnysz 2019, s. 265-257 (Stanisław Pajka).
- Adam Zakrzewski (1856–1921), [w:] Etnografowie i ludoznawcy polscy. Sylwetki, szkice biograficzne, t. 6, red. K. Ceklarz, J. Święch, Kraków–Wrocław 2020, s. 266–269.
- Przasnyskie lata „Hefajstosa”, [w:] Stefan Gołębiowski (1900–1991), poeta, tłumacz Horacego, „Ciechanowskie Zeszyty Literackie”, nr 22, Ciechanów 2020, s. 54–67.
- Duchowieństwo diecezji płockiej w obliczu nawały bolszewickiej, „Reduta. Ciechanowskie Pismo Historyczne”, 2020, nr 27–30, s. 15–18.
- Duchowieństwo powiatu przasnyskiego u progu niepodległości, „Rocznik Przasnyski”, t. 7, Przasnysz 2020, s. 255–293.
- Przasnyskie przypadki: Jerzy Czesław Kowalski, „Rocznik Przasnyski”, t. 7, Przasnysz 2020, s. 387–392.
- Wspomnienia o ks. Sylwestrze Szadkowskim, wieloletnim proboszczu parafii Skierkowizna, „Rocznik Przasnyski”, t. 7, Przasnysz 2020, s. 491–493.
- Uroczystości rocznicowe w miejscu śmierci „Pilota”, „Wyklęci”, nr 3 (23), lipiec-wrzesień 2021, s. 254-257.
- Duchowieństwo diecezji płockiej w obliczu nawały bolszewickiej, [w:] „Rocznik Przasnyski”, t. 8, Przasnysz 2021, s. 101-106.
- Bohaterowie walk o wyzwolenie Polski z lat 1914-1920 związani z Przasnyszem i powiatem przasnyskim [w:] „Rocznik Przasnyski”, t. 8, Przasnysz 2021, s. 153-185.
- Ks. Tadeusz Niestępski, [w:] „Rocznik Przasnyski”, t. 8, Przasnysz 2021, s. 465-468.
- Krystyna Milczarek (1947-2021), [w:] „Rocznik Przasnyski”, t. 8, Przasnysz 2021, s. 507-509.
- Zmarli dwaj prezesi warszawskiego środowiska Towarzystwa Przyjaciół Ziemi Przasnyskiej, [w:] „Rocznik Przasnyski”, t. 8, Przasnysz 2021, s. 465-468.
- Na skraju Kurpiowszczyzny. Parafia pw. św. w Jednorożcu. Recenzja, [w:] „Rocznik Przasnyski”, t. 8, Przasnysz 2021, s. 547-549.
- Duchowieństwo przasnyskie w życiu politycznym endecji (1918-1939), „Reduta. Ciechanowskie Pismo Historyczne”, 9 (2021), nr 31-32, s. 5-8.
- Ostatnie pożegnanie Stanisława Chełchowskiego. Ciechanów – Przasnysz – Czernice Borowe, „Studia Mazowieckie”, t. 17, nr 1 (2022), s. 95-109.
- Stanisław Chełchowski – ziemianin, naukowiec, obywatel, „Nasze Korzenie”, nr 20, czerwiec 2022, s. 56-64.
- Odchodzą przyjaciele, [w:] „Rocznik Przasnyski”, t. 9, Przasnysz 2022, s. 323-325.
- Dział etnograficzny Muzeum Szlachty Mazowieckiej w Ciechanowie – historia i teraźniejszość, „Reduta. Ciechanowskie Pismo Historyczne”, nr 33-34, styczeń –grudzień 2022, s. 27-32 (z Anną Żukowską).
- Jadwiga Walentyna Milewska (1868-1943), [w:] Etnografowie i ludoznawcy polscy. Sylwetki, szkice biograficzne, t. 7, pod red. K. Ceklarz i J. Święcha, Wrocław 2023, s. 175-177.
- Stanisław Pajka (1934-2017), [w:] Etnografowie i ludoznawcy polscy. Sylwetki, szkice biograficzne, t. 7, pod red. K. Ceklarz i J. Święcha, Wrocław 2023, s. 186-189.
- Aleksander Połujański (1814-1866), [w:] Etnografowie i ludoznawcy polscy. Sylwetki, szkice biograficzne, t. 7, pod red. K. Ceklarz i J. Święcha, Wrocław 2023, s. 211-213.
- Marian Przedpełski (1912-1998), [w:] Etnografowie i ludoznawcy polscy. Sylwetki, szkice biograficzne, t. 7, pod red. K. Ceklarz i J. Święcha, Wrocław 2023, s. 214-218.
- Teodora Helena z Chełchowskich Rouppertowa (Ruppertowa) (1856-1917), [w:] Etnografowie i ludoznawcy polscy. Sylwetki, szkice biograficzne, t. 7, pod red. K. Ceklarz i J. Święcha, Wrocław 2023, s. 219-221.
- Leon Rutkowski (1862-1917) [w:] Etnografowie i ludoznawcy polscy. Sylwetki, szkice biograficzne, t. 7, pod red. K. Ceklarz i J. Święcha, Wrocław 2023, s. 226-229.
- Tomasz Kolbe – powstańczy dowódca, „Nasze Korzenie”, nr 22, czerwiec 2023, s. 53-61.
- Gmina Grudusk w pierwszych latach władzy komunistycznej, [w:] Dzieje Gruduska, wydawnictwo okolicznościowe 11 listopada 2023 roku, s. 30-33.
- Miejsca pamięci Powstania Styczniowego w powiecie przasnyskim, „Reduta. Ciechanowskie Pismo Historyczne”, nr 35-36, styczeń –grudzień 2023, s. 16-18.
- Prof. dr hab. Marian Pokropek (1931-2023), [w:] „Rocznik Przasnyski”, t. 10, Przasnysz 2023, s. 161-162.
- Ks. prof. dr hab. Michał Marian Grzybowski (1937-2023), [w:} „Rocznik Przasnyski”, t. 10, Przasnysz 2023, s. 163-164.
- „Przasnyskie” wiersze Stefana Gołębiowskiego, [w:] „Rocznik Przasnyski”, t. 10, Przasnysz 2023, s. 173-176.
- Od redakcji, [w:] Witold Marian Gombrowicz w 120. rocznicę urodzin, „Ciechanowskie Zeszyty Literackie”, nr 26, Ciechanów 2024, s. 3-7.
- Jubileusz 30-lecia pracy twórczej Wiesława Janusza Mikulskiego, [w:] Witold Marian Gombrowicz w 120. rocznicę urodzin, „Ciechanowskie Zeszyty Literackie”, nr 26, Ciechanów 2024, s. 256-258.
- Uroczyste podsumowanie VI Ogólnopolskiego Konkursu Literackiego im. Alfreda Borkowskiego, [w:] Witold Marian Gombrowicz w 120. rocznicę urodzin, „Ciechanowskie Zeszyty Literackie”, nr 26, Ciechanów 2024, s. 265-267.
- Niemcy w Grudusku (1939-1945), w: Dzieje Gruduska. Dzielni, ambitni, honorowi. Losy mieszkańców gminy Grudusk w pierwszej połowie XX wieku, Grudusk 2024, s. 28-36.
- Weterani powstania styczniowego w powiecie przasnyskim w okresie międzywojennym, "Zeszyty Naukowe Muzeum Żołnierzy Wyklętych", tom I, red. Paweł Ślaza, Ostrołęka 2024, s. 9-32.
- Trzaskoma Jan, pseud.: Kruk, Malczewski (1897-1943), w: Polski Słownik Biograficzny, t. LV/3, z. 226, Warszawa-Kraków 2024, s. 365-367.